# چپوو، وئیودشیپ مازوین
چپوو، وئیودشیپ مازوین (به لاتین: Trzepowo, Masovian Voivodeship) یک روستای لهستان در لهستان است که در Gmina Pokrzywnica واقع شده‌است.